# Nhà Uphagen

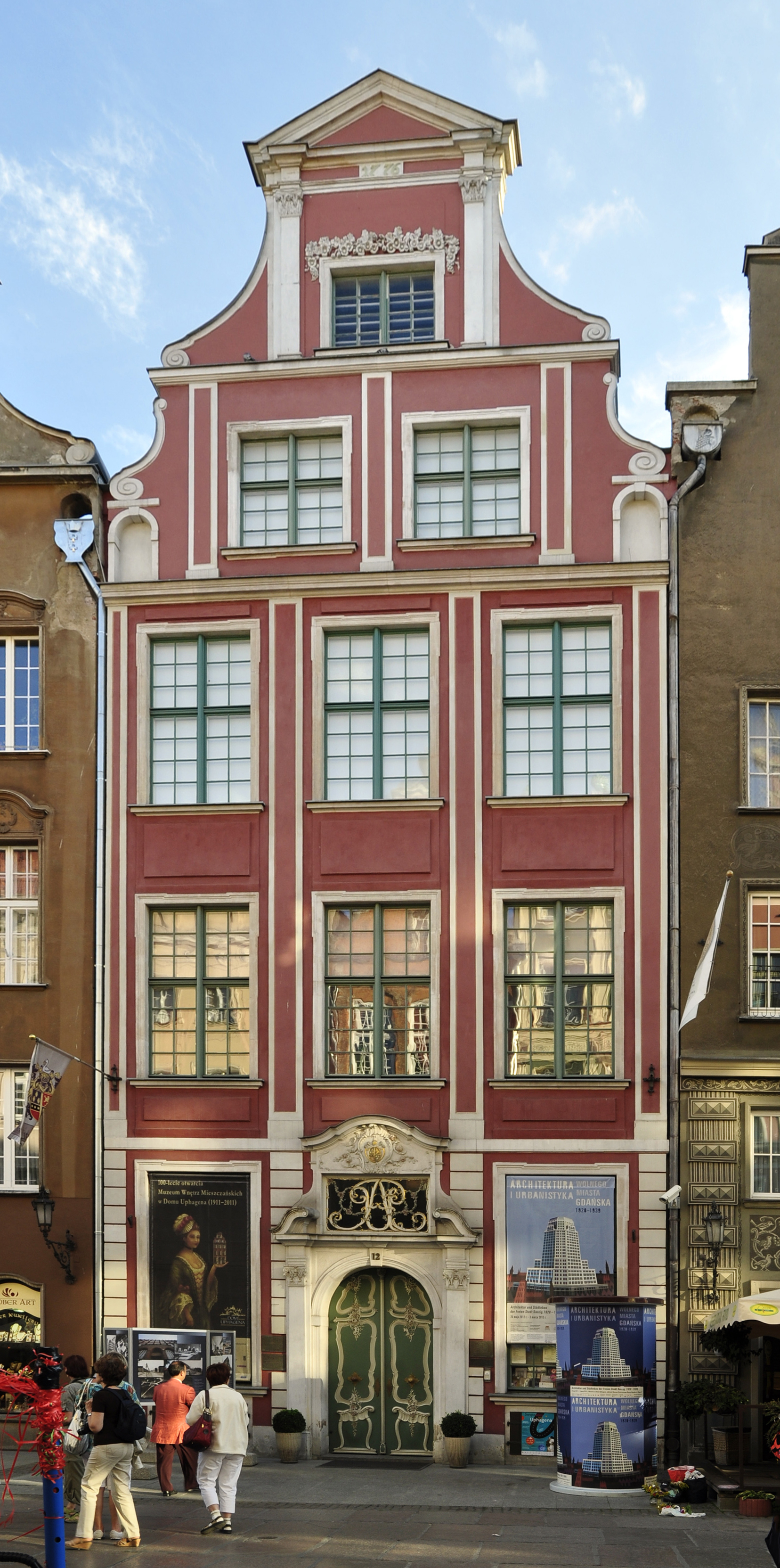
Lối vào phía trước

Nhà Uphagen (tiếng Ba Lan: Dom Uphagena) là một nhà thương mại thế kỷ 18 nằm ở Gdańsk, Ba Lan. Ngôi nhà ban đầu thuộc sở hữu của Johann Uphagen vào năm 1775 trước khi trở thành bảo tàng vào năm 1911. Tọa lạc tại số 12 đường Długa ở Gdańsk, ngôi nhà là một trong số ít những ngôi nhà phố thương mại từ thế kỷ 18 ở châu Âu mở cửa cho du khách.

## Lịch sử
Ngôi nhà ban đầu được mua vào năm 1775 bởi thương gia Johann Uphagen. Sau khi mua, ngôi nhà đã trải qua một số thay đổi phù hợp với nhu cầu của một thương gia giàu có từ thế kỷ 18 ở Gdańsk. Năm 1802, Uphagen qua đời và ngôi nhà được truyền lại qua một số thế hệ của gia đình của Uphagen trong suốt thế kỷ 19. Năm 1911, ngôi nhà đã được chuyển đổi thành một bảo tàng, tồn tại cho đến năm 1944, khi một số đồ đạc của nó đã bị gỡ bỏ bởi những người phụ trách người Đức đã được lắp đặt sau khi Đức xâm chiếm Ba Lan. Cũng như phần lớn công trình trong thành phố Gdańsk, Nhà của Uphagen đã bị phá hủy trong cuộc tiến công của Liên Xô và sau đó là cuộc rút lui của Đức vào năm 1945. Tòa nhà hiện đại ở số 12 đường Długa được xây dựng lại sau Chiến tranh thế giới thứ hai, nhưng nó không mở cửa cho du khách cho đến năm 1998.